# Pomnik Wojciecha Bogusławskiego w Mogile
Pomnik Wojciecha Bogusławskiego – pomnik znajdujący się w Krakowie-Nowej Hucie, w parku przy ul. Sieroszewskiego na os. Młodości, na terenie dawnej wsi Mogiła, obok klasztoru oo. cystersów.
Pomnik odsłonięty w marcu 1971 roku z okazji Międzynarodowego Dnia Teatru, to wapienny głaz z granitową tablicą pamiątkową, na której widnieje napis:
WOJCIECH BOGUSŁAWSKI

„KRAKOWIACY I GÓRALE”

1794

WE WSI MOGIŁA
Upamiętnia on Wojciecha Bogusławskiego aktora, reżysera, dramatopisarza, ojca teatru polskiego, oraz jego dzieło operę ”Cud mniemany, czyli Krakowiacy i Górale” uważaną za pierwszą polską operę narodową a której akcja  dzieje się we wsi Mogile, o milę od Krakowa, w młynie i karczmie, obok klasztoru oo. cystersów, zachowanych do dziś. Powstał z inicjatywy Klubu Miłośników Teatru, którego prezesem była Krystyna Zbijewska.
O Bogusławskim i jego operze przypominają także nazwy nowohuckich osiedli: Krakowiaków i Górali, położonych naprzeciwko Teatru Ludowego, który rozpoczął swą działalność 3 grudnia 1955 roku, premierą właśnie Jego opery "Krakowiacy i Górale". W Nowej Hucie znajduje się także ulica Bardosa, ubogiego studenta z Krakowa, jednej z postaci sztuki.